# Betula kotulae
Betula kotulae är en björkväxtart som beskrevs av Zaver. Betula kotulae ingår i släktet björkar, och familjen björkväxter.
Artens utbredningsområde är Ukraina. Inga underarter finns listade.